# 石神則子
石神 則子（いしがみ のりこ、1981年11月30日- ）は、日本の絵画作家。キャンバスからあふれでそうな大きな花や、風や水の流れにゆれる小さな花々など、鮮やかな花の絵が特長。

## 略歴
名古屋市生まれ。
- 2005年 名古屋芸術大学美術学部洋画コース卒業。（24歳）
- 2007年 名古屋芸術大学大学院美術研究科同時代表現コース修了。（26歳）

## その他
- 学生時代から絵画分野で受賞歴がある。

## 受賞歴
- 2003年 一宮美術展 教育委員会賞（22歳）
- 2004年 花のビエンナーレ展 入賞（23歳）
- 2004年 愛・地球博アートビエンナーレ展 優秀賞
- 2005年 中部春陽展 年展賞（24歳）
- 2006年 春陽会 入選（25歳）
- 2009年 Dアートフェスティバル モダン賞（28歳）

## 主な展覧会経歴
- 2002年 江島野外展（愛知県）
- 2002年 コシヌケ展（さくらアパートメント、名古屋）
- 2003年 パラソル展（市民ギャラリー栄、名古屋）
- 2003年 「ex.展」(Art & Design Center、愛知)
- 2003年 「一宮美術展」教育委員会賞
- 2004年 「花のビエンナーレ展」入賞
- 2004年 「愛・地球博アートビエンナーレ展」優秀賞
- 2005年 on展（ギャラリー山口、東京）
- 2005年 こんにちは展（Art & Design Center、愛知）
- 2005年 dine ex.～食の空間～（Art & Design Center、愛知）
- 2005年 ケースバイ漢方（Art & Design Center、愛知）
- 2005年 ROOA展（ROOAギャラリー、名古屋）
- 2005年 「中部春陽展」年展賞
- 2006年 NEW WAVE VII展（ギャラリーくさ笛、名古屋）
- 2006年 二人展（ギャラリーくさ笛、名古屋）
- 2006年 gaze展（市民ギャラリー矢田、名古屋）
- 2006年 「春陽会」入選
- 2007年 想画考4（Voice Gallery pfs/w、京都）
- 2007年 個展 石神則子展（ROOAギャラリー、名古屋）
- 2007年 名古屋芸術大学同時代研究展(Art & Design Center、愛知)
- 2007年 3人展(GALLERY APA、名古屋)
- 2007年 ナゴヤ・モンスーン(Voice Gallery pfs/w、京都)
- 2007年 December展(GALLERY APA、名古屋)
- 2008年 8人展（ノリタケの森ギャラリー、名古屋）
- 2008年 2人展(GALLERY APA、名古屋)
- 2008年 December展(GALLERY APA、名古屋)
- 2009年 Dアートフェスティバル モダン賞
- 2009年 個展 石神則子展(GALLERY APA F2、名古屋)
- 2009年 2009 BEILJNG 798 ART FESTIVAL(北京)
- 2009年 東京コンテンポラリーアートフェア(東京)
- 2009年 December展(GALLERY APA、名古屋)
- 2009年 ゆくとし くるとし展(アートサロン金工堂、名古屋)
- 2010年 個展 石神則子展(GALLERY APA、名古屋)
- 2010年 1000hinten(hinten、名古屋)
- 2010年 Unique Commons―わたしだけのみんなのものー(Art & Design Center、愛知)
- 2010年 個展 石神則子展(gallery CN、神奈川)
- 2010年 個展 石神則子展(gallery HAP SPACE、銀座)
- 2010年 ミニチュア展(アートスペース美園、三重)
- 2010年 December展(GALLERY APA、名古屋)
- 2011年 <予定> 1月 ゴールドフィーバー展(アートサロン金工堂、名古屋)
- 2011年 <予定> 8月 個展 石神則子展(GALLERY APA、名古屋)